# 河村勇輝
河村勇輝（日语：／ Kawamura Yūki，2001年5月2日—）是日本男子籃球運動員，出生于山口县柳井市。18歲時以特別指定球員與B聯賽球隊三遠新鳳凰簽約。目前效力於NBA芝加哥公牛隊，主打控球後衛，是目前NBA身高最矮的球员。

## 职业生涯
河村勇輝出生于山口县柳井市，6岁时开始接触篮球，小学二年级时参加了迷你篮球队，四年级时首发出场，六年级时获得全国冠军，先后毕业于柳井市立新庄小学校、柳井中学校。高中时期就讀于篮球强校福岡第一高等學校，三年间四次获得全国冠军，其中包括在全國高中籃球錦標賽中连续两年夺冠。

### B联赛
高中畢業後，隨即以特別指定球員的身分加盟B聯賽的三遠新鳳凰隊，並在2020年1月25日於對戰千葉噴射機隊的比賽中初登場，同時以18歲8個月又23天的年紀成為B聯賽史上最年輕的球員。2019-20賽季總計出賽11場比賽，其中有7場比賽為先發球員，以場均22.2分鐘、12.6得分、2.0個籃板和3.1次助攻結束了職籃生涯的首個賽季。
2020年4月，進入東海大學就讀，並在11月27日和樂天株式會社簽訂了經紀合約，同年獲選為日本富比士30位30歲以下精英榜人物。
大學一年級的時候，帶領球隊獲得全國錦標賽冠軍，同時獲選為三分球王。2020年12月19日，橫濱海盜隊宣布以特別指定球員的資格簽下河村勇輝。
大學二年級時在關東大學籃球聯賽中獲選優秀球員和助攻王。2021年12月20日，再度和橫濱海盜隊簽下特別指定球員的合約。
2022年3月3日宣布從東海大學退學，和橫濱海盜隊的合約延长至2022-23賽季結束。2022-23赛季河村勇輝斩获B联赛常规赛MVP、最佳阵容、最佳新秀和助攻王奖项。

### NBA
2024年9月6日，河村勇輝與NBA球隊孟菲斯灰熊簽下一份Exhibit-10合約。2024年10月19日，孟菲斯灰熊與河村勇輝簽下雙向合同。10月26日，在对阵休斯顿火箭队的比赛中替补登场，成为继田臥勇太、渡邊雄太、八村塁后第四位在NBA正赛中登场的日本球员。

## 職籃生涯成績
| 賽季      | 球隊       | GP  | MPG   | FG%   | 3P%   | FT%   | RPG | APG | SPG | BPG | PPG  |
| --------- | ---------- | --- | ----- | ----- | ----- | ----- | --- | --- | --- | --- | ---- |
| 2019–20   | 三遠新鳳凰 | 11  | 22:13 | 38.9% | 37.3% | 76.7% | 2.0 | 3.1 | 1.5 | 0.0 | 12.6 |
| 2020–21   | 橫濱海盜   | 16  | 21:16 | 27.7% | 20.5% | 71.4% | 2.3 | 3.4 | 1.6 | 0.0 | 6.0  |
| 2021–22   | 橫濱海盜   | 32  | 23:36 | 41.8% | 31.8% | 73.6% | 2.9 | 7.5 | 1.3 | 0.0 | 10.0 |
| 2022–23   | 橫濱海盜   | 52  | 28:15 | 42.3% | 34.4% | 80.8% | 3.4 | 8.5 | 1.5 | 0.1 | 19.5 |
| 2023–24   | 橫濱海盜   | 56  | 30:37 | 41.6% | 31.8% | 86.5% | 3.0 | 8.1 | 1.1 | 0.1 | 20.9 |
| 通算：5年 | 通算：5年  | 167 | 27:20 | 41.0% | 32.4% | 81.7% | 3.0 | 7.3 | 1.3 | 0.0 | 16.3 |

## 国家队生涯
2022年2月7日，入選亞運日本隊的候補球員。
2022年7月，於世界盃籃球賽亞洲區資格賽中入選日本隊，是為進入職業生涯後首次入選國家隊正選名單，7月13日，在亞洲盃籃球賽首場比賽中聯手渡邊雄太帶領日本隊擊敗哈薩克隊，最終日本隊於該屆賽事中進入八強賽，並獲得第7名。
2023年8月28日，於世界盃籃球賽小組賽的第一場賽事中面對芬蘭隊一度落後給對手18分，但靠著河村勇輝第四節攻下15分的好表現，終場不但以98:88逆轉芬蘭隊，更取得該屆賽事中亞洲球隊的首勝，这也是日本男篮面对欧洲球队的首胜。
2024年巴黎奥运会，河村勇辉代表日本队在小组赛第二场中以90:94的比分加时惜败东道主法国队，全场贡献29分7篮板6助攻，是继凯文·杜兰特和罗尔·邓后第三位在奥运会男篮单场比赛中获得25+5+5的球员。

## 人物
在2022年12月，国际篮联（FIBA）发布了一篇文章，将电影《THE FIRST SLAM DUNK》的五个主要角色与真实的亚洲篮球运动员进行了对比，把河村勇辉比作宫城良田，评价为“没有比这更贴切的了”。在2023年篮球世界盃小组赛中，河村勇辉的出色表现引起了中国许多《灌篮高手》粉丝的关注，一些媒体甚至报道说：“河村勇辉就是‘现实版宫城良田’”。河村勇辉本人在2021年的《Hanako》采访中评论道：“在《灌篮高手》中，我喜欢的角色是宫城良田。他的定位是控球后卫，这一点和我一样，而且他身材矮小，速度是他的武器，这也有点像。宫城良田的存在一直激励着我。”

## 出演
- 腾讯视频篮球实境秀《篮板青春》[20]

## 外部連結
- 河村勇輝的X（前Twitter）
- 河村勇輝的Instagram帳戶
- 河村勇輝在fiba.basketball（英语）
- 河村勇輝在NBA官網（英语）
- 河村勇輝在NBA G聯盟官網（英语）
- 河村勇輝在B.LEAGUE官網（日语）
- 河村勇輝在Basketball-Reference.com（NBA）（英语）
- 河村勇輝在Basketball-Reference.com（NBA G聯盟）（英语）
- 河村勇輝在Basketball-Reference.com（國際）（英语）
- 河村勇輝在ESPN（NBA）（英语）
- 河村勇輝在Eurobasket.com（球員）（英语）
- 河村勇輝在Proballers（英语）
- 河村勇輝在RealGM（球員）（英语）